# Albert Frisch
Albert Frisch (1840-c.1905) foi um fotógrafo alemão, notório por sua série de fotos raras da Amazônia tiradas em 1867 e 1868.

## Biografia
Albert Frisch nasceu em Augsburgo, na Baviera.

## Galeria

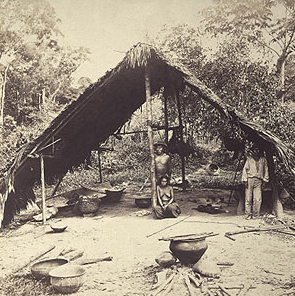
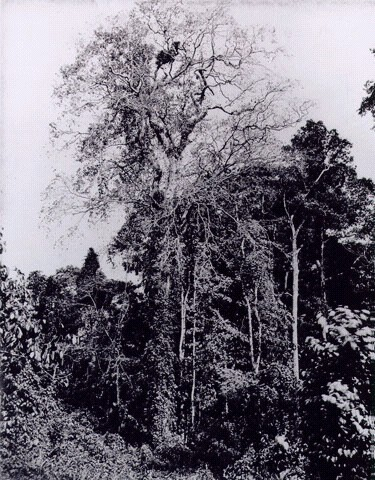